# Mest
Mest est un groupe de pop punk américain, originaire de Chicago, dans l'Illinois.

## Biographie
Mest se forme en 1995 lorsque trois enfants d'une même famille, issus d'une banlieue de Chicago, décident de former un groupe en raison de leur passion pour le punk rock. Le groupe comprend à l'origine Tony Lovato à la guitare et au chant, Steve Lovato (le frère de Tony) à la guitare, et Matt Lovato (le cousin de Tony et Steve) à la basse. Quelque temps plus tard, c'est Nick Gigler, un ami batteur qu'ils connaissent depuis longtemps, qui les rejoint.
Le groupe commence à se faire connaitre dans la région et commence à acquérir une certaine notoriété. En 1997, Tony rencontre John Feldmann (chanteur et guitariste du groupe Goldfinger) après un concert à Chicago. Depuis ce jour, Tony essaye de garder le contact avec lui. C'est cette même année, Steve quitte le groupe en raison de différences musicales. Mest ne reste pas un trio longtemps, car Tony estime qu'il devait y avoir un second guitariste, et c'est un vieil ami du groupe, Jeremiah Rangel qui vient compléter la bande. Son niveau laisse à désirer, mais il intègre tout de même le groupe en raison des ressemblances musicales et de l'attachement qu'il a envers le groupe. Dès février 1998 la bande continue de travailler sur leur premier album Mo' Money Mo' 40'z, dont certains morceaux avaient déjà été conçus avec Steve. L'album est achevé en mars 1998.
Peu de temps après, John Feldmann est entré en contact avec Tony et a demandé si Mest voulait travailler avec lui. Mest accepte évidemment la proposition, et Feldmann est devenu leur producteur. Le groupe sort alors Wasting Time en 2000 et Destination Unknown en 2001 qui permettra au groupe d'acquerir une notoriété qui se confirmera avec la sortie de l'album éponyme Mest en 2003 dont le single Jaded (these years) est interprété avec Benji Madden du groupe Good Charlotte qui rencontrait alors un grand succès commercial. Le 18 octobre 2005 le groupe publie un nouvel album, Photographs, mais le 13 janvier 2006, le groupe annonce, pour des raisons inconnues, sa séparation.
Le 13 mars 2008, Tony Lovato poste un bulletin sur MySpace concernant le Mest's ONE NIGHT STAND, un concert que jouera Mest au House of Blues d'Anaheim, en Californie, le 17 avril 2008. Après une nuit de concert, Tony décide de reformer Mest et d'effectuer une tournée d'un mois, avec Chris Wilson (Good Charlotte, The Summer Obsession), et son frère et cofondateur Steve Lovato (à cette période au sein de Room One Eleven). Le 14 juillet 2009, Elgin James, membre fondateur de Friends Stand United, est appréhendé par le FBI à Los Angeles, en Californie, et déclaré coupable d'une tentative d'extorsion contre un groupe de pop punk il y a cinq ans. Mest est ce groupe en question,.
Mest effectue une tournée européenne au printemps 2012, et tourne également aux États-Unis avec Escape the Fate et Attack Attack! la même année. Mest publie l'album Not What You Expected en septembre 2013, écrit et enregistré avec Richie Gonzales et Mike Longworth, en téléchargement gratuit sur leur site web. Mest joue trois dates au Vans Warped Tour en 2013.
Le groupe participe à quelques dates du Vans Warped Tour de 2018 (celui ci étant le dernier). Le groupe retrouve de la popularité notamment en juillet 2018, leur nombre d'auditeurs par mois sur la plateforme de streaming légal Spotify a fortement augmenté[réf. nécessaire].

## Membres

### Membres actuels
- Tony Lovato - chant, guitare (1995–2006, depuis 2008)
- Jeremiah Rangel - guitare solo, chant (1998–2006, depuis 2015)
- Matt Lovato - basse (1995–2006, depuis 2015)
- Nick Gigler - batterie (1995–2006, depuis 2015)

### Anciens membres
- Steve Lovato - basse (2008-2012), guitare solo (1995–1998)
- Chris Wilson - batterie (2008)
- Richie Gonzales - batterie (2010–2015)
- Mike Longworth - guitare solo, basse (enregistrements) (2010–2015)
- Brandon Stewart - basse (2013-2015)

## Discographie
- 1998 : Mo' Money Mo' 40'z
- 2000 : Wasting Time
- 2001 : Destination Unknown
- 2003 : The Show Must Go Off (DVD)
- 2003 : Mest
- 2005 : Photographs
- 2013 : Not What You Expected
- 2014 : Broken Down
- 2017 : Broken Down II
- 2020 : Masquerade